# Bairro Universitário
Bairro universitário é um filme chileno de comédia, dirigida por Esteban Vidal e estreada em julho de 2013. Foi produzida por Pablo Larraín e Juan de Deus Larraín, e escrita por Fabrizio Copano e Pedro Ruminot. Está protagonizada por Fabrizio Copano, Juanita Ringeling, Sergio Freire, Pedro Ruminot, Rodrigo Salinas e Luis Dubó.

## Sinopse
Bairro universitário fala sobre a busca do amor verdadeiro, a amizade e a superação no meio de uma batalha entre um humilde centro de formação técnica e a universidade mais poderosa do país. O máximo prêmio do concurso: um robô para Chile.

## Partilha
- Fabrizio Copano como Miguel.
- Juanita Ringeling como Isadora.
- Pedro Ruminot como Dakota.
- Sergio Freire como Dallas.
- Rodrigo Salinas como Guata.
- Alessandra Denegri como Celeste.
- Luis Dubó como Professor Guajardo.
- Felipe Avello como Chueco Molina.

### Cameos
No filme participam vários famosos com pequenos papéis:
- Iván Areias, interpreta a um veterinário.[1]
- David Díaz, é o robô com que os estudantes do Instituto Profissional Michael J. Fox ganham o concurso de robótica.[1]
- Ítalo Passalacqua, interpreta-se a si mesmo.[1]
- Fernando Alarcón, interpreta a um cientista.[1]
- Fernando Farías, interpreta a um médico.[1]
- Paul Vásquez, como Cumatron.

## Crítica
Bairro universitário tem recebido opiniões mistas dos críticos. Leopoldo Muñoz, das Últimas Notícias e CNN Chile, reprovou o guião, as atuações e a montagem. Hugo Díaz, do portal  Cinema, TV & mais, destacou seu humor satírico e absurdo, mas fez ver sua falta de coerência interna.

## Trilha sonora
1. Os Ramblers - Twist do estudante
2. Ases Falsos - Estudar e trabalhar
3. Ana Tijoux - Despabilate
4. Francisca Valenzuela - Que seria
5. Os Bunkers - Canção para manhã
6. Alberto Praça - Milagre de Abril
7. Alberto Praça - Que cante a vida

## Relações externas
- Sitio site oficial de Bairro universitário.